# Scary Monsters (and Super Creeps)
Scary Monsters (and Super Creeps) är ett musikalbum av David Bowie som spelades in i studion Power station, New York, USA och släpptes i England 12 september 1980. Det var hans fjortonde studioalbum och det sista album han gjorde för skivbolaget RCA Records, samt det sista innan Let's Dance som inledde en mindre experimentell period för Bowie. Albumet har också givits ut som en så kallad SACD-skiva. 1992 återutgavs det av RykoDisc med fyra bonusspår.
Albumet blev listat som #19 i tidningen The Village Voices "Pazz & Jop"-lista 1980.

## Låtlista
Låtar där inget annat anges är skrivna av David Bowie.
1. "It's No Game (No.1)" - 4.15
2. "Up the Hill Backwards" - 3.13
3. "Scary Monsters (and Super Creeps)" - 5.10
4. "Ashes to Ashes" - 4.23
5. "Fashion" -  4.46
6. "Teenage Wildlife" - 6.51
7. "Scream Like a Baby" - 3.35
8. "Kingdom Come" (Tom Verlaine) - 3.42
9. "Because You're Young" - 4.51
10. "It's No Game (No.2)" - 4.22

Bonusspår på RykoDisc återutgivning:

11. "Space Oddity" - 4:57 (Re-recorded single B-side 1979)

12. "Panic In Detroit" - 3:00 (Re-recorded version, previously unreleased, 1979)

13. "Crystal Japan" - 3:08 (Japanese single A-side 1979)

14. "Alabama Song" - 3:51 (UK single A-side 1979)

## Singlar
Singlar som släpptes i samband med detta album:
- "Ashes to Ashes"
- "Fashion"
- "Scary Monsters (and Super Creeps)"
- "Up the Hill Backwards"

## Medverkande
- David Bowie - sång, Keyboard
- Dennis Davis - Trummor
- George Murray - Bas
- Carlos Alomar - Gitarr
- Chuck Hammer - Gitarr
- Robert Fripp - Gitarr
- Roy Bittan - Piano
- Andy Clark - Synthesizer
- Pete Townshend - Gitarr
- Tony Visconti - Akustisk gitarr
- Michi Hirota - Sång på Japanska inslag
- Hisahi Miura - Översättning av japanska inslag i texter

## Listplaceringar
| Lista (1980)   | Position            |
| -------------- | ------------------- |
| Finland        | 23                  |
| Frankrike      | 1                   |
| Japan          | 35 (Oricon)         |
| Kanada         | 9 (RPM)             |
| Nederländerna  | 3                   |
| Norge          | 3 (VG-lista)        |
| Nya Zeeland    | 1                   |
| Storbritannien | 1 (UK Albums Chart) |
| Sverige        | 4 (Topplistan)      |
| USA            | 12 (Billboard 200)  |
| Västtyskland   | 8                   |
| Österrike      | 20                  |